# Saša Papac
Saša Papac, född 7 februari 1980 i Mostar, Jugoslavien, är en bosnisk före detta fotbollsspelare. Papac spelade för Rangers FC i SPL och för Bosniens landslag i fotboll. Han spelade tidigare mittback, på slutet av sin karriär mest vänsterback.

## Karriären

### NK Široki Brijeg
Papac började spela fotboll i NK Široki Brijeg i Premijer liga år 2000. Han spelade 14 matcher och gjorde 1 mål för klubben.

### FC Kärnten
Han bytte klubb till den österrikiska klubben FC Kärnten ett år senare. Papac spelade i Kärnten i tre år och spelade ungefär 100 matcher och gjorde tre mål. 

### Austria Wien
När Kärnten flyttades ner från Österrikiska Bundesligan 2004 bytte han klubb till Austria Wien. I Wien spelade han 76 matcher och gjorde tre mål och vann ligan 2006.

### Rangers FC
Han skrev på för Rangers FC den 31 augusti 2006 för £450 000. Han blev Rangers tredje värvning från Austria Wien, sommaren 2006, efter Libor Sionko och Filip Šebo. Papac gjorde sin debut för Rangers den 17 september 2006, han fick komma in istället för Steven Smith i halvtid i en SPL match mot Hibernian. Rangers förlorade matchen med 2-1.
Säsongen 2007-08 var Papac ordinarie i Rangers som vänsterback och han spelade även i skotska cupen, skotska ligacupen och UEFA-cup-finalen. Han spelade totalt 161 ligamatcher för Rangers. 

## Landslaget
Papac gjorde sin debut den 7 september 2002 mot Rumänien och slutade i mars 2007, för att han hade problem med tränarna i det Bosniska FA. I januari 2008, beslutade han att återvända till det bosniska landslaget, för att det hade en ny tränare, vars namn är Meho Kodro. Kort efter Kodro's avgång, kallades han till landslaget av den nya tränaren Miroslav Blažević men vägrade att komma.

## Meriter
Med Austria Wien
- Bundesliga 2006
- Österrikiska Cupen 2005, 2006

Med Rangers
- Scottish Premier League: 2009, 2010, 2011
- Scottish Cup: 2008, 2009
- Scottish League Cup: 2008, 2010, 2011